# Singapore Biennale

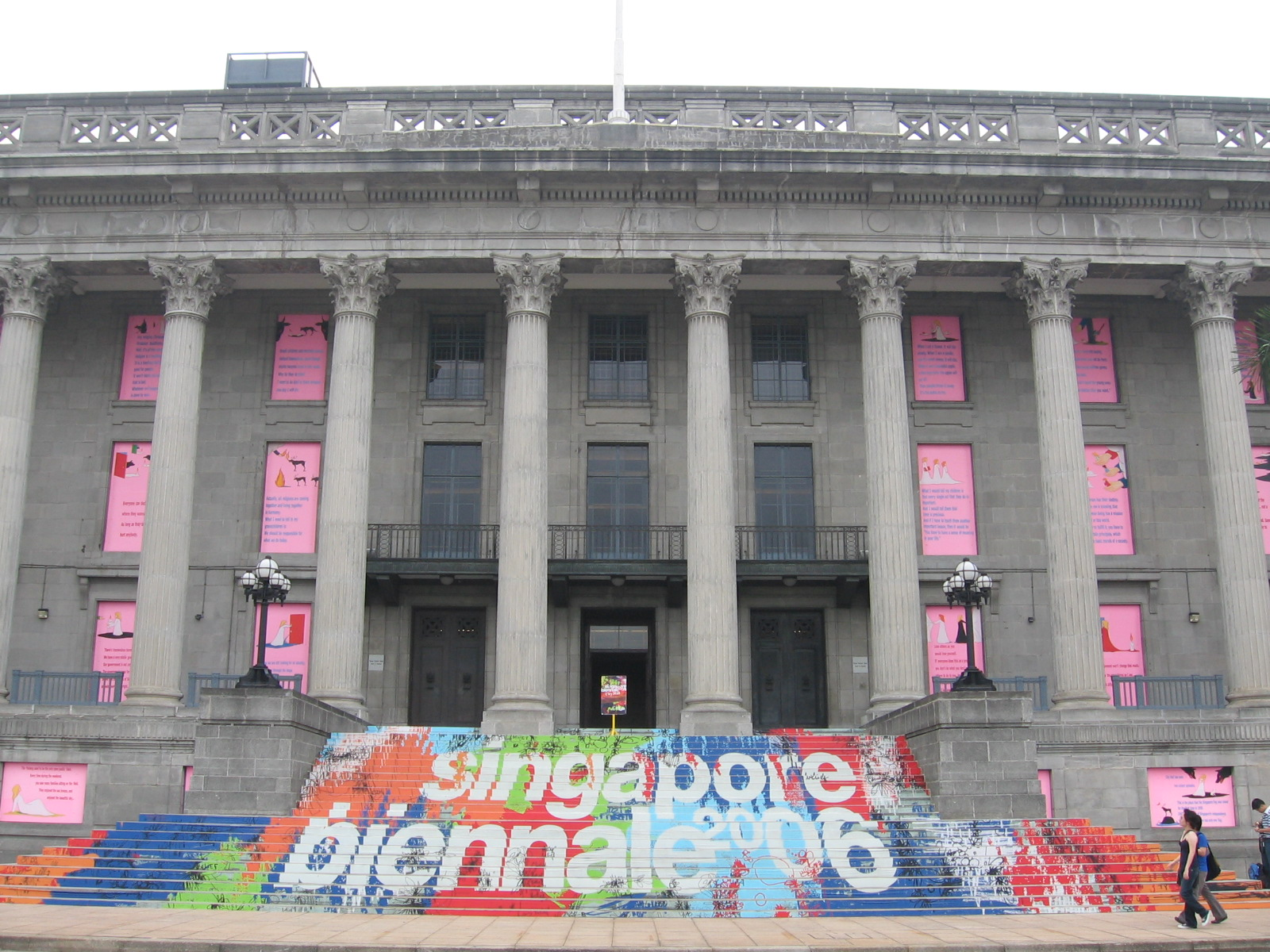
Eingang zum Rathaus von Singapur während der Biennale 2006

Die Singapore Biennale (englisch) ist eine Biennale für zeitgenössische Kunst, die seit 2006 in Singapur stattfindet. Veranstalter ist das Singapore Art Museum mit Unterstützung des staatlichen National Arts Council.

## Geschichte
Die Singapore Biennale findet im wechselnden Turnus zur Singapore Art Show statt, die singapurischen Künstlern vorbehalten ist. Hauptveranstaltungsort waren das Singapore Art Museum sowie das Rathaus von Singapur. Daneben wurden in einer Reihe von Tempeln und öffentlichen Orten Kunstwerke der Biennale gezeigt.

## Biennalen

### 2006
1. Singapore Biennale 4. September – 12. November 2006
Die erste Singapore Biennale fand vom 4. September bis zum 12. November 2006 unter der künstlerischen Leitung von Fumio Nanjo statt. Ihr Motto war Belief (Glaube). An der Biennale nahmen 95 Künstler aus 38 Ländern teil, die mit 195 Kunstwerken vertreten waren. Zu den teilnehmenden Künstlern gehörten Jenny Holzer, Mariko Mori, Carsten Nicolai, James Turrell und Mark Wallinger. Die Biennale war in die Veranstaltungsserie Singapore 2006 integriert.

### 2008
2. Singapore Biennale 11. September – 16. November 2008
Künstlerischer Leiter: Fumio Nanjo, das Motto lautete Wonder (Verwunderung/Wunder). Eingeladen waren 68 Künstler, darunter Ilja Kabakow, Anthony McCall und Mariele Neudecker.
Nanjô Fumio plante, auch Manabu Yamanakas Serie Gyathei auf der Biennale auszustellen; aus Zensurgründen rückte er von dem Gedanken ab.

### 2011
3. Singapore Biennale, 13. März – 15. Mai 2011. Künstlerischer Leiter: Matthew Ngui (* 1962), Kuratoren Russell Storer, Trevor Smith.

### 2013
4. Singapore Biennale If the World changed. 26. Oktober 2013 – 16. Februar 2014. Als Co-Kuratoren sind Ausstellungsmacher und Museumsleute aus den teilnehmenden Ländern vorgesehen.

### 2016
Die 5. Biennale fand unter dem Titel An Atlas of Mirrors vom 27. Oktober 2016 bis 26. Februar 2017 statt. Kreativdirektorin war Susie Lingham. Gezeigt wurden über 60 Künstler aus Südostasien, Ostasien und Südasien.

### 2019
Die 6. Biennale fand unter dem Titel Every Step in the Right Direction vom 22. November 2019 bis 22. März 2020. Künstlerischer Direktor war Patrick Flores.

### 2022
Die 7. Biennale wurde unter dem Titel Natasha für den Zeitraum 16. Oktober 2022 bis 19. März 2023 angesetzt. Zum künstlerischen Leitungsteam gehören Ala Younis, Nida Ghouse, June Yap und Binna Choi.